# 清化站
清化站（越南语：／）是越南清化省清化市的一个铁路车站。有南北铁路经过。向北距离河内站176公里，向南距离顺化站512公里、距离西贡站1,550公里。